# Schwergewicht oder Die Ehre der Nation
Schwergewicht oder Die Ehre der Nation (Tungvikt eller Nationens ära) är en opera (Burleske Operette) i en akt med text och musik av Ernst Krenek.

## Historia
Med den bildades bestörtning opponerade sig Krenek mot en tysk diplomats påstående att idrottsutövarna hade gjort mer för Tysklands anseende i världen än den intellektuella eliten. Som operett uppfattat, präglas verket av en transparent konversationsstil, där tonsättaren inte underskattar sin publik. Rollfiguren Adam Ochsenschwanz (Oxsvans) är en anspelning på boxaren Max Schmeling.
Operan ingår i en cykel av tre enaktsoperor (de övriga två är Der Diktator och Das geheime Königreich som alla hade premiär den 6 maj 1928 på Staatstheater i Wiesbaden. 
Med sin nutida handling med inslag av modern idrott är operan ett exempel på en zeitoper, en samtidsopera som var populär i Tyskland på 1920- och 1930-talen.

## Personer
- Adam Ochsenschwanz, mästerboxare (Bas)
- Evelyne, hans hustru (Sopran)
- Gaston, dansmästare (Tenor)
- Professor Himmelhuber (Baryton)
- Anna Maria Himmelhuber, hans dotter (Mezzosopran)
- En journalist (Tenor)
- Ett regeringsråd (Tenor)
- Ottokar, Ochsenschwanz betjänt (stum roll)
- En städerska (statist)

## Handling
Boxaren Ochsenschwanz är förargad över sin hustrus danslektioner eftersom han tror att hon är otrogen. Och hon är faktiskt mer intresserad av Gaston än av dans. När Ochsenschwanz får se de båda ge varandra en förstulen kyss förlorar han självbehärskningen, slår sönder bordet och spärrar in hustrun, medan Gaston gömmer sig i ett annat rum. I samma ögonblick slinker studentskan Himmelhuber in för att få Ochsenschwanz autograf. När hon upptäcks av Gaston, förklär hon sig till en träningsdocka. Under tiden har hennes far, professor Himmelhuber, dykt upp för att förläna den berömde boxaren ett hedersdoktorat. Boxaren känner sig mycket hedrad och demonstrerar sin skicklighet med ett knockoutslag - som träffar den levande dockan. Professorn känner igen sin dotter och beskyller Ochsenschwanz för att ha utnyttjat en minderårig. Rasande går boxaren bort till sin träningsmaskin. Gaston kopplar på strömmen till maskinen och lyckas fly tillsammans med boxarens hustru, medan maskinen tvingar Ochsenschwanz till ett långt träningspass. Ett regeringsråd besöker boxaren för att överlämna en inbjudan till olympiaden, men eftersom han inte vill störa boxaren stänger han inte av träningsmaskinen.